# 11626 Church Stretton
11626 Church Stretton là một tiểu hành tinh vành đai chính với chu kỳ quỹ đạo là 1247.4976842 ngày (3.42 năm).
Nó được phát hiện ngày 8 tháng 11 năm 1996. Nó được đặt theo tên thị trấn của Church Stretton ở Anh, nơi nó được phát hiện bởi Stephen P. Laurie.
Tên chỉ định của nó là 1996 VW2.